# Per Erik Wallqvist
Per Erik Wallqvist, född 7 september 1797 i Stockholm, död 16 februari 1855, var en svensk balettdansare. 
Wallqvist blev elev vid baletten 1812, sekonddansör 1815 och var premiärdansör mellan 1823 och 1833. Han var balettmästare för Kungliga Baletten på Kungliga Operan i Stockholm från 1827 till 1833.